# Pterocles coronatus
Pterocles coronatus là một loài chim trong họ Pteroclidae.